# 서울신영초등학교
서울신영초등학교는 대한민국 서울특별시 영등포구 대림동에 있는 공립 초등학교이다.

## 학교 연혁
- 1982년 10월 11일 서울신영국민학교 개교
- 1996년 3월 1일 서울신영초등학교로 개칭
- 2008년 7월 4일 전 교실, 냉난방기 설치 완료
- 2008년 11월 20일 교내 CCTV 설치
- 2009년 1월 5일 과학실 현대화(제2과학실) 완료
- 2009년 3월 7일 교실 커튼 교체(방염, 암막기능 롤스크린)
- 2009년 3월 16일 영어전용교실(민간참여) 완공
- 2009년 5월 11일 도서실 현대화(글벗누리) 완료
- 2009년 6월 1일 돌봄교실(사랑누리) 개관
- 2009년 7월 5일 소방설비 공사 완료
- 2009년 8월 25일 교실바닥 원목 마루, 복도계단 탄성소재 교체
- 2009년 9월 8일 방송실(스튜디오, 주조정실) 현대화 완공
- 2009년 9월 13일 본관 화장실 현대화 공사 완료
- 2009년 10월 10일 학생 사물함 교체
- 2009년 10월 30일 전기 통신 공사 완료, 키폰 주장치 이전 설치
- 2010년 6월 8일 스탠드 그늘막(케노피 렉산) 완공
- 2010년 6월 18일 운동장 스탠드 확장 및 교훈석 이설
- 2010년 7월 20일 체육관(바로키움터) 완공
- 2010년 9월15일 급식조리실 확장 및 현대화 완공
- 2010년 10월11일 엘리베이터 완공
- 2011년 9월 30일 놀이시설 교체
- 2011년 10월 3일 생태공원 조성
- 2011년 10월 5일 서관 화장실 현대화 완공
- 2012년 6월 19일 학습준비물 지원센터 완공
- 2012년 12월 26일 상담 교실(Wee클래스) 현대화
- 2012년 12월 27일 보건실 및 보건교육실 현대화
- 2013년 9월 5일 교실 뒷편 주차장 공사 완공
- 2013년 9월 11일 동아리실 및 다목적실 현대화 완공
- 2016년 9월 1일 실과실 환경개선공사 완공
- 2016년 9월 12일 방송시스템 개선공사 완공
- 2018년 2월 27일 급식실 엘리베이터 현대화 공사 완공
- 2018년 8월 22일 학교담장 및 식수대, 주차장 공사 완공
- 2018년 11월 23일 서울형혁신학교 지정
- 2019년 2월 22일 돌봄교실 1실 증실, 1실 리모델링
- 2019년 5월 9일 안전울타리 및 축구골대 설치
- 2019년 6월 10일 학부모회실 및 통합지원반 리모델링
- 2019년 8월 21일 우리학교, 고운 색 입히기 (건물 내부 도색)
- 2019년 10월 24일 신영 VR 클라이밍 설치
- 2020년 2월 10일 신영 꿈을 담은 놀이터 완공
- 2020년 2월 11일 제37회 졸업식 (83명)
- 2020년 3월 2일 32학급(일반29, 특수2, 다문화1) 편성, 시업식 및 입학식
- 2020년 9월 1일 제13대 김인옥 교장 취임식
- 2021년 제 38회 졸업식 (91명)
- 2022년 7월 7일 개교 40주년

## 학교 상징
- 우리 학교 꽃 - 장미 : 열정과 아름다움
- 우리 학교 나무 - 느티나무 : 건강과 끈기

## 참고 자료
- 서울신영초등학교 - 한국교육학술정보원 학교알리미